# 山田直
山田 直（やまだ ただし、1928年8月14日 - 2015年10月20日）は、日本のフランス文学者、詩人。慶應義塾大学名誉教授。
群馬県前橋市出身。1954年慶應義塾大学文学部仏文科卒、62年同大学院博士課程中退、1963年千葉商科大学専任講師、67年助教授、1968年フランスに留学、69年慶大法学部助教授、74年教授、94年定年、名誉教授。
ポール・ヴァレリーを専門とした。ほか囲碁を趣味とし日本棋院四段。

## 著書
- 『百貨店 詩集』思潮社 1967
- 『ポール・ヴァレリー ジェノヴァの危機をめぐって』慶応義塾大学法学研究会 1974
- 『男と女と 山田直詩集』近代文芸社 1982
- 『ヴァレリー』清水書院 Century books. 人と思想 1991、新装版2016
- 『ある日常 詩集』花神社 1994
- 『詩の空間と時間』土曜美術社出版販売 1996
- 『他者の土地 詩集』国文社 1998
- 『山田直詩集』土曜美術社出版販売 日本現代詩文庫 2001
- 『十二支の詩 詩集』緑の笛豆本の会 2003
- 『公案 山田直詩集』土曜美術社出版販売 2005

### 翻訳
- イヴォン・ブラヴァール『詩の心理学』ユリイカ 双書・種まく人 1956
- クロード・セニョール『黒い櫃』創土社 1974
- リタ・タルマン編『ファシズムと女性たち』田代葆共訳 三嶺書房 1990